# William Waagner
William Waagner (født 13. april 1900 i Holstebro, død 19. februar 1942 i Hodsager) var en dansk forfatter, der hovedsageligt udgav digtsamlinger. Heriblandt kan nævnes Knøs og Tøs, Vildskab og Lykkerus samt Tatersind, der udkom posthumt.